# Nöungstjärnen
Nöungstjärnen är en sjö i Ovanåkers kommun i Hälsingland och ingår i Ljusnans huvudavrinningsområde. Sjön har en area på 0,0868 kvadratkilometer och ligger 241,5 meter över havet.

## Delavrinningsområde
Nöungstjärnen ingår i det delavrinningsområde (682885-147998) som SMHI kallar för Utloppet av Nöungen. Medelhöjden är 262 meter över havet och ytan är 11,23 kvadratkilometer. Räknas de 33 avrinningsområdena uppströms in blir den ackumulerade arean 300,3 kvadratkilometer. Gryckån (Lillskogsån) som avvattnar avrinningsområdet har biflödesordning 3, vilket innebär att vattnet flödar genom totalt 3 vattendrag innan det når havet efter 155 kilometer. Avrinningsområdet består mestadels av skog (55 procent). Avrinningsområdet har 3,25 kvadratkilometer vattenytor vilket ger det en sjöprocent på 28,9 procent.